# Малая артель
Ма́лая арте́ль — кооператив, созданный декабристами в 1834 году в Петровском Заводе. 
Создан как касса взаимопомощи для оказания помощи декабристам, отправляющимся с каторги на поселение. Малая артель действовала одновременно с Большой артелью.
Руководили Малой артелью И. И. Пущин, Д. И. Завалишин, И. Д. Якушкин и П. А. Муханов.
Малая артель оказывала помощь не только декабристам, но и их жёнам и детям. Например, в середине 1860-х годов дочери М. К. Кюхельбекера смогли получить образование в Иркутском Девичьем институте благодаря пособиям Малой артели.
Со временем Малая артель превратилась в своеобразный ссудосберегательный банк, в котором местное население могло получить заём под небольшие проценты.
Малая артель просуществовала более 50 лет, из них около 30 лет артель работала в Москве. На пенсии из средств Малой артели жили дети и вдовы декабристов.